# Лактенберг, Уильям
Уильям Эдвард Лактенберг (англ. William Leuchtenburg; 28 сентября 1922, Куинс, Нью-Йорк — 28 января 2025, Чапел-Хилл, Северная Каролина) — американский историк, специалист по истории США XX века.

## Биография
Уильям Эдвард Лактенберг родился 28 сентября 1922 года в районе Риджвуд, боро Куинс, Нью-Йорк в семье почтальона немецкого происхождения Уильяма Лактенберга и ирландской иммигрантки Лоретты (Макнамары) Лактенберг. По словам Лактенберга-младшего, в детстве на его отца донесли за то, что он занимался бутлегерством во время сухого закона. В 1939 году поступил в Корнеллский университет, где на первом курсе был принят в общество Phi Beta Kappa; в 1943 году получил степень бакалавра по специальности «Европейская история». В 1940-х также занимался общественной деятельностью был борцом за гражданские права. В 1951 году под руководством Генри Стила Коммаджера получил степень доктора философии в Колумбийском университете. Был делегатом Национального съезда Демократической партии 1952 года.
Начал преподавательскую карьеру в Нью-Йоркском университете, затем преподавал историю в Колледже Смит и Гарвардском университете. Позже перевёлся в Колумбийском университете, где проработал 30 лет, а с 1982 года был профессором Университета Северной Каролины в Чапел-Хилле. Выступал с лекциями в различных университетах США и других стран, а также в Сенате США, Сенате Франции и посольстве США в Лондоне. В 1978—1981 годах был президентом Общества американских историков, в 1985—1986 годах — Организации американских историков, а в 1991 году — президентом Американской исторической ассоциации. Был автором более чем десятка книг по истории США XX века, в том числе «Франклин Д. Рузвельт и новый курс, 1932—1940», удостоенной премии Бэнкрофта 1963 года.
В 2007 году получил премию Северной Каролины в области литературы. Лактенберг был консультантом документального мини-сериала Кена Бёрнса «Сухой закон», премьера которого состоялась на канале PBS в октябре 2011 года. 28 сентября 2022 года отпраздновал столетие. Умер 28 января 2025 года в Чапел-Хилле, Северная Каролина.